# أندرياس ريختر
أندرياس ريختر (بالألمانية: Andreas Richter)‏ (15 سبتمبر 1977 بكوتبوس في ألمانيا - ) هو لاعب كرة قدم ألماني (وحمل سابقاً جنسية ألمانيا الشرقية) في مركز الدفاع. لعب مع إنيرجي كوتبوس وكيمنتزر ونادي كوبلنتس وFC Rot-Weiß Erfurt ‏ ونادي بلاوين ‏ وHoyerswerdaer FC ‏.

## وصلات خارجية
- أندرياس ريختر على موقع قاعدة بيانات كرة القدم.إي يو (الإنجليزية)
- أندرياس ريختر على موقع بيانات كرة القدم. دي إي (الألمانية)
- أندرياس ريختر على موقع عالم كرة القدم.نت (الإنجليزية)